# 샤나촌

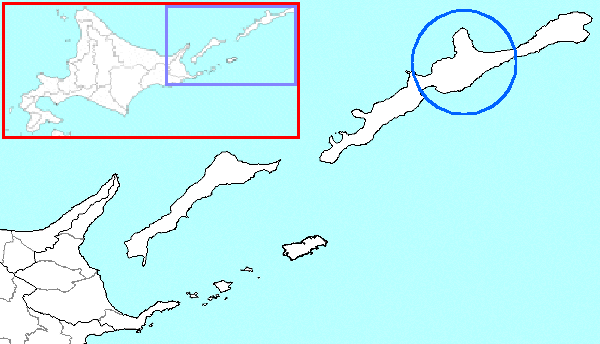
샤나 촌의 위치

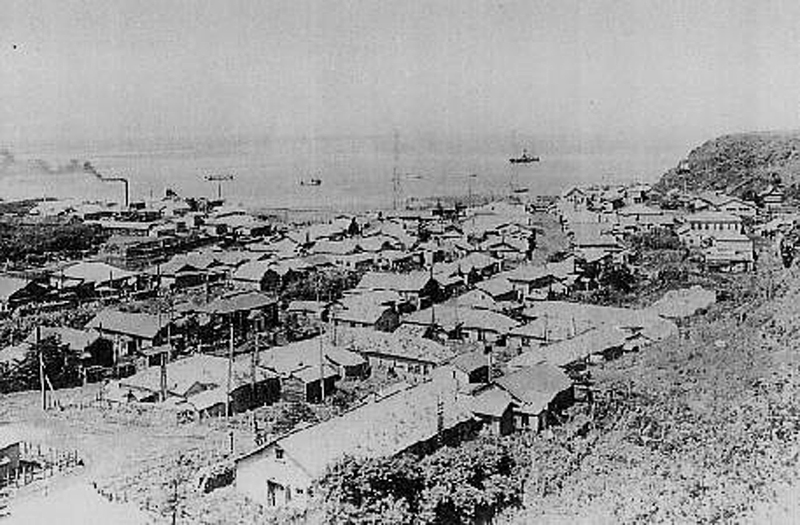
쇼와 초기의 샤나 촌

샤나촌(일본어: 紗那村)은 일본 홋카이도 네무로 지청 관내의 샤나 군에 있는 촌이다. 면적은 973.30km2이고 인구는 1940년 국세조사 때 1,426명이었다. 촌명의 유래는 아이누어의 ‘산·나이’(=내려가는 늪)이다.
이 지역은 러시아의 실질적인 지배 상태에 있다. 해당 지역의 영유권에 관한 자세한 것은 쿠릴 열도 및 쿠릴 열도 분쟁의 항목을 참조하라.

## 지리
이투루프 섬(일본명 에토로후 섬) 중부에서 오호츠크해로 돌출한 산푸 반도 주변에 해당한다. 반도에는 활화산인 지릿푸 산이 우뚝 솟아 ‘에토로후 후지’의 애칭으로 사랑받았다. 샤나 늪 주변 등 비교적 평지가 많아, 목장에서는 말 뿐만이 아니라 소도 길러졌다.
중심 취락인 샤나와 벳토부는 반도의 밑에 위치했고, 특히 샤나는 섬내 제1의 취락으로서 산업·행정의 중심지가 되었지만 쇼와 시대에 들어가고 나서는 루베쓰 촌에 밀렸다.

### 인접한 자치체
- 네무로 지청
  - 시베토로군 시베토로촌
  - 에토로후군 루베쓰촌

## 역사
- 1869년 8월 15일 - 홋카이도 11국이 놓여져 샤나 군 샤나 촌이 성립하였다.
- 1884년 - 샤나 촌, 후루베쓰 촌, 시베토로 촌에 호장사무소가 두어졌다.
- 1886년 1월 - 후루베츠 에토로후 샤나 시베토로 군청이 놓여졌다. 군청 설치와 함께 인구가 증가해 어촌에서 섬내 최초의 시가지가 되었다.
- 1897년 11월 5일 - 지청 제도 도입에 의해 샤나 지청이 놓여졌다
- 1903년 8월 1일 - 샤나 지청이 네무로 지청에 합병되었다. 지청 폐지에 의해 인구가 감소하고 쇠퇴하였다.
- 1923년 4월 1일 - 샤나 촌, 아리모이 촌, 벳토부 촌이 합병해 행정권을 가지는 2급 정촌으로서 샤나 군 샤나 촌이 성립하였다.
- 1945년 9월 1일 - 샤나 촌에 소련군이 침공하였다.
- 1946년 2월 1일 - 소련 정부가 영유를 선언했다.
- 1948년 9월 초순 - 주민들이 강제송환으로 사할린섬에 보내졌다.